# Sergentomyia ruttledgei
Sergentomyia ruttledgei är en tvåvingeart som först beskrevs av Lewis och Kirk 1946.  Sergentomyia ruttledgei ingår i släktet Sergentomyia och familjen fjärilsmyggor. Inga underarter finns listade i Catalogue of Life.